# アイアン・ジャイアント
『アイアン・ジャイアント』（The Iron Giant）は、1999年に公開されたワーナー・ブラザースによる長編アニメーション映画。

## 作品概要
原作は、イングランドの詩人で児童文学者でもあるテッド・ヒューズが1968年に発表した『アイアン・マン-鉄の巨人-』である。原作では鉄の巨人アイアン・マンが正義の味方として描かれているが、本作のアイアン・ジャイアントは少年との友情を育む一方で、大人達の疑念に追い込まれていく。
アイアン・ジャイアントはコンピュータグラフィックスで描写されているが、手描き作画の質感を取り入れており2D作画との親和に成功している。
公開時のパンフレットには、絵本のように丁寧な装丁が施されていた。
批評家からは絶賛され、1999年のアニー賞では全10部門中9部門を受賞。さらに同年の第25回ロサンゼルス映画批評家協会賞ではアニメーション賞も受賞している。しかしアメリカでの興行収入は制作費の僅か4分の1程度だった。そのためか、日本国内での公開は小規模に留まり、当時ワーナー傘下だったシネマコンプレックス「ワーナー・マイカル・シネマズ」（現：イオンエンターテイメント）のみの独占上映となった。
本作の商業的な惨敗によりワーナーはアニメ映画の制作を中止し、監督のブラッド・バードを次作『Mr.インクレディブル』の制作中に解雇した。バードは2004年にピクサーへ移籍して、同作を3DCGアニメとして完成させた。
日本では2000年7月20日にDVDが発売され、その後も廉価版や映像特典が追加されたスペシャル・エディションが発売されている。
2016年10月29日にはカットされたシーンも収録された『アイアン・ジャイアント シグネチャー・エディション』が公開される予定だったが、諸般の事情により直前で上映中止となった。後日、本作を収録したBlu-rayの数量限定生産と初回限定生産の発売が告知されている。

## あらすじ
ソビエト連邦からスプートニク1号が打ち上げられた1957年、アメリカはメイン州の沖合い。嵐に遭遇した漁師は、巨大な流星と不自然な二条の光線、そして巨大な影を目撃する。
数日後、田舎町の少年ホーガースは、山中の変電所で電線に絡まった巨大なロボット、アイアン・ジャイアントを助け、すぐに仲良くなった。
誰からも見つからぬよう過ごしていた彼らだが、ほどなく通報を受けて政府捜査官のマンズリーが現れる。マンズリーの目からジャイアントを匿い続けるホーガースだが、その中で次第にこの心優しい巨大ロボットの正体が明らかになっていく。

## キャラクターと声の出演
ホーガース・ヒューズ
声 - イーライ・マリエンタール/日 - 進藤一宏
本作の主人公である、メイン州の郊外のロックウェルで生まれ育った元気な少年。漫画のスーパーマンに憧れる。

アイアン・ジャイアント
声 - ヴィン・ディーゼル/日 - 郷里大輔
心優しい謎のロボット。どこから何をしに来たのか、自身もわかっていない。自己再生機能を有しており、バラバラになっても修復が可能。鉄が好物。

アニー・ヒューズ
声 - ジェニファー・アニストン/日 - 日髙のり子
ホーガースの母親。夫を朝鮮戦争で亡くしている（パンフレットより）。
ディーン・マッコーピン
声 - ハリー・コニック・Jr/日 - 井上和彦
マッコーピンスクラップ場のオーナー。くず鉄からアートを作る、一見変人の「自称」芸術家。変人に見えるが、周りの大人に比べると洞察力に優れ、ホーガーズのよき理解者で父親のような存在となる。彼の台詞「なりたい自分になればいい」は、作中で重要なキーワードとなっている。
ケント・マンズリー
声 - クリストファー・マクドナルド/日 - 大塚芳忠
アイアンに固執する政府の捜査官。役職は連邦政府未解明現象管理局。「空から来るものはすべて敵のソ連からの兵器だ」という先入観に凝り固まり、目的のためには後先考えずに行動する男。
シャノン・ロガード
声 - ジョン・マホーニー/日 - 池田勝
マンスリーを公然と嫌っている、ワシントンDCの経験豊富で冷静な軍事指導者。